# Propedies matogrossensis
Propedies matogrossensis är en insektsart som beskrevs av Ronderos och Sanchez 1983. Propedies matogrossensis ingår i släktet Propedies och familjen gräshoppor. Inga underarter finns listade i Catalogue of Life.